# Suctobelbella complexa
Suctobelbella complexa är en kvalsterart som först beskrevs av Hammer 1958.  Suctobelbella complexa ingår i släktet Suctobelbella och familjen Suctobelbidae. Inga underarter finns listade i Catalogue of Life.